# Skinnebus
Skinnebusser er betegnelsen for forskellige typer af lette solomotorvogne og tilhørende bivogne og styrevogne, der benyttes til persontrafik, hovedsageligt på side- og privatbaner. Der er ikke nogen klar definition på begrebet, men forskellige bestemte togtyper betegnes som det.